# 李燁 (景泰進士)
李燁（1426年—？），字宗文，山東兖州府沂州人，民籍，明朝政治人物。進士出身。

## 生平
山東鄉試第七名。景泰二年（1451年）辛未科會試第一百九十八名，殿試登進士第三甲第五十一名。

## 家族
曾祖李仲安。祖父李士能。父亲李臻。